# Rätzlingen (Oebisfelde-Weferlingen)

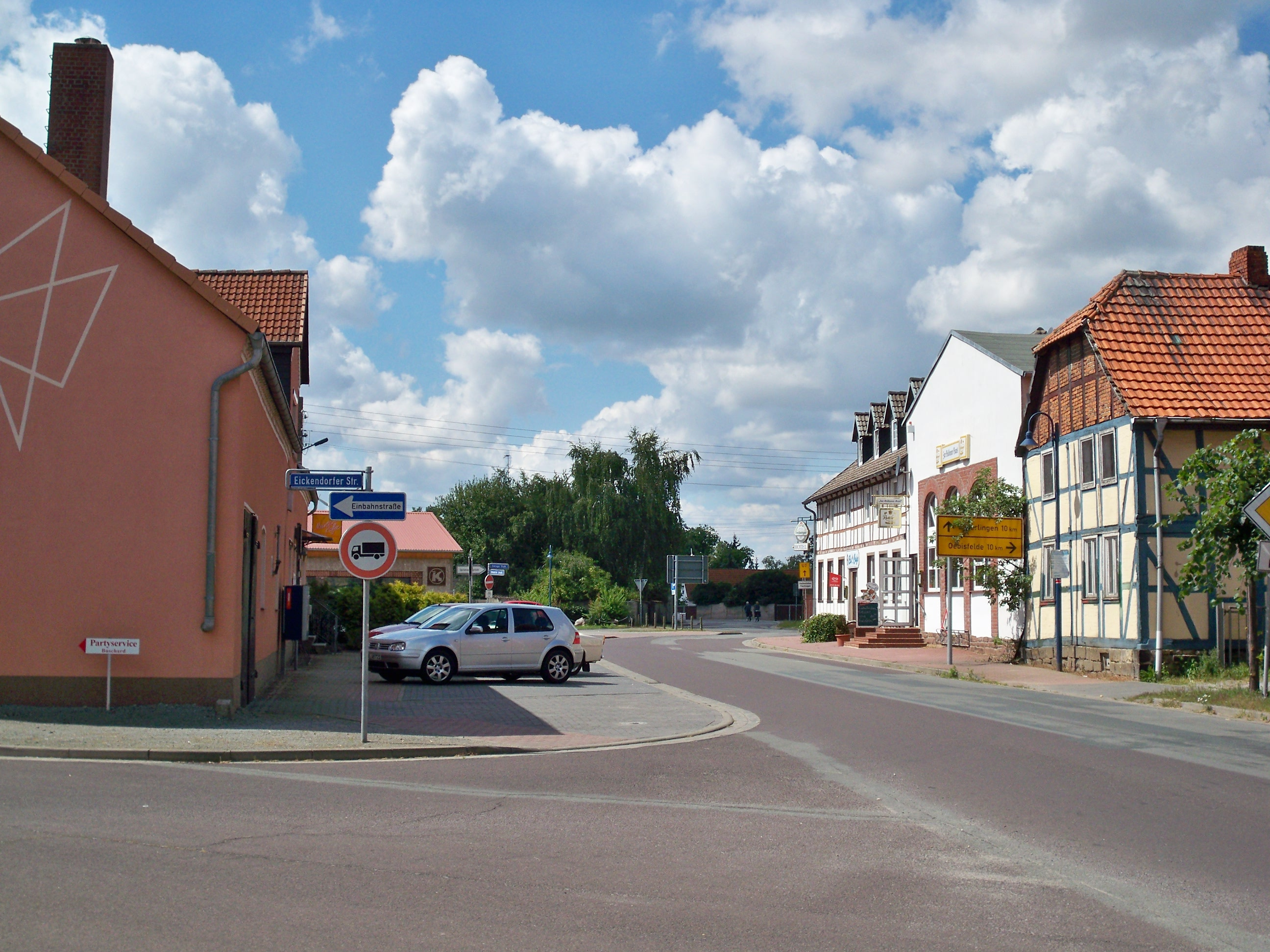
Dorfstraße

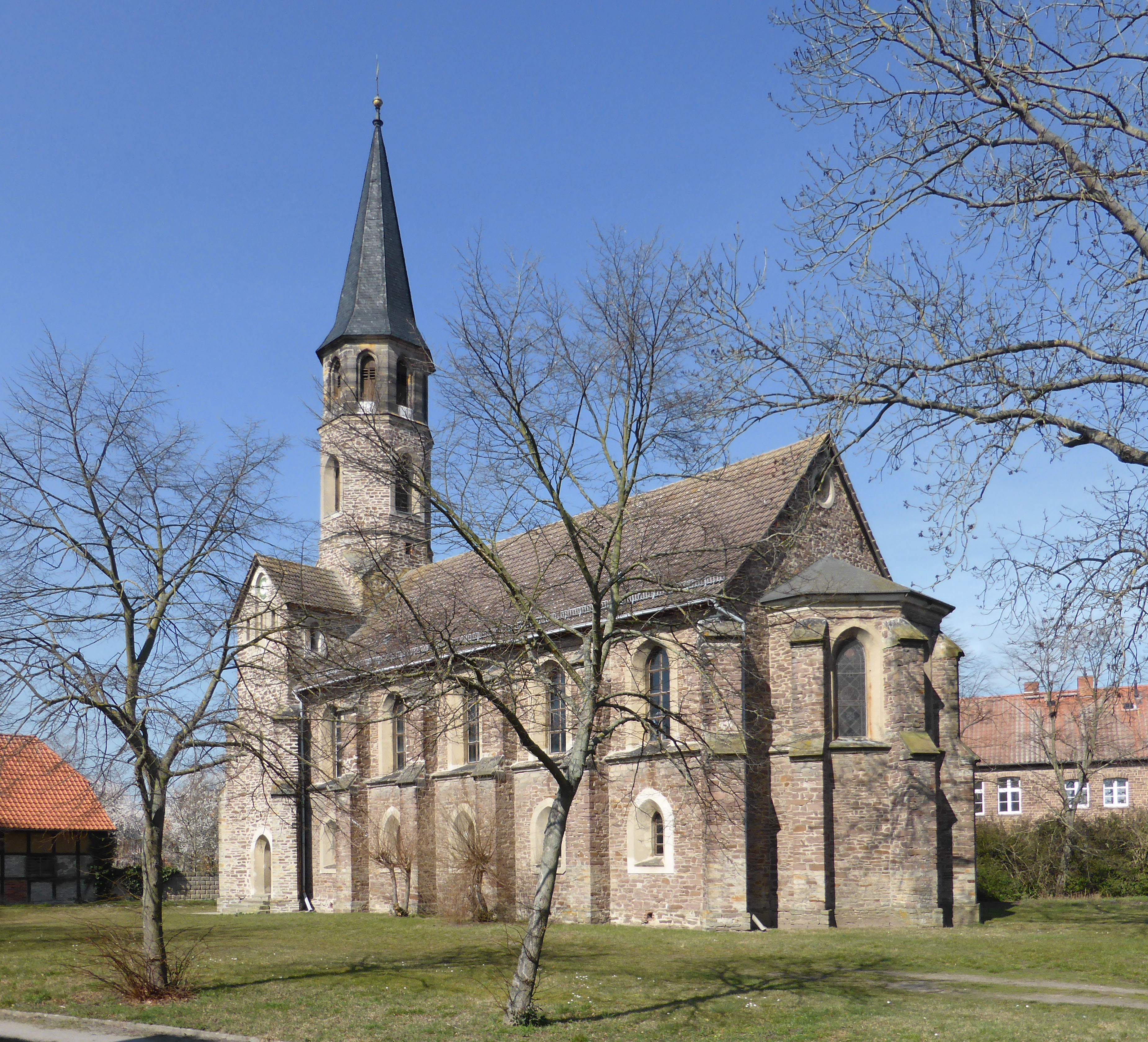
Dorfkirche

Rätzlingen ist ein Ortsteil der Stadt Oebisfelde-Weferlingen im Landkreis Börde in Sachsen-Anhalt.

## Geografie
Rätzlingen liegt rund neun Kilometer südöstlich von Oebisfelde am Rande des Naturparks Drömling.

## Geschichte
In einer Urkunde aus dem Jahr 1191 wurde der Ort als „Rizsielinge“ erstmals erwähnt. Diese Urkunde unterschrieb der Erzbischof Wichmann, der damals in Magdeburg residierte. Aus vorgenannter Urkunde geht auch hervor, dass damals schon eine Kirche vorhanden war, sodass anzunehmen ist, dass der Ort noch älter sein muss.
Von 1994 bis zum 1. Januar 2005 gehörte Rätzlingen zur Verwaltungsgemeinschaft Oebisfelde, von 2005 bis zum 31. Dezember 2009 zur Verwaltungsgemeinschaft Oebisfelde-Calvörde.
Durch eine Gebietsänderungsvereinbarung beschlossen die Gemeinderäte der Gemeinden Stadt Oebisfelde (am 27. Mai 2009), Bösdorf (am 26. Mai 2009), Eickendorf (am 28. Mai 2009), Etingen (am 26. Mai 2009), Kathendorf (am 19. Mai 2009), Rätzlingen (am: 27. Mai 2009), Eschenrode (am 28. Mai 2009), Döhren (am 28. Mai 2009), Hödingen (am 20. Mai 2009), Hörsingen (am 27. Mai 2009), Schwanefeld (am 25. Mai 2009), Seggerde (am 26. Juni 2009), Siestedt (am 28. Mai 2009), Walbeck (am 28. Mai 2009) und der Flecken Weferlingen (am 19. Mai 2009), dass ihre Gemeinden aufgelöst und zu einer neuen Stadt Oebisfelde-Weferlingen vereinigt werden. Dieser Vertrag wurde vom Landkreis als untere Kommunalaufsichtsbehörde genehmigt und trat am 1. Januar 2010 in Kraft.
Nach Umsetzung der Vereinigungsvereinbarung der bisher selbstständigen Gemeinde Rätzlingen wurde Rätzlingen Ortsteil der neuen Stadt Oebisfelde-Weferlingen. Für die eingeflossene Gemeinde wurde die Ortschaftsverfassung nach den §§ 86 ff. Gemeindeordnung Sachsen-Anhalt eingeführt. Die aufgenommene Gemeinde Rätzlingen und künftige Ortsteil Rätzlingen wurde zur Ortschaft der neuen Stadt Oebisfelde-Weferlingen. In der eingeflossenen Gemeinde und nunmehrigen Ortschaft Rätzlingen wurde ein Ortschaftsrat mit zehn Mitgliedern einschließlich Ortsbürgermeister gebildet.

## Politik
Der ehrenamtliche Bürgermeister Wilhelm Behrens war vom 5. September 2004 bis zum 31. Dezember 2009 im Amt und war bis 2020 Ortsbürgermeister. Seit 2020 hat Udo Müller das Amt inne.

### Ortschaftsrat
Laut der letzten Kommunalwahl am 7. Juni 2009 hatte der Gemeinderat zehn Mitglieder. Aufgrund der Stadtgründung von Oebisfelde-Weferlingen wurde der Gemeinderat automatisch zum Ortschaftsrat. Die Wahlbeteiligung lag bei 44,1 %. Die Wahl brachte folgendes Ergebnis:
|  | Wählergruppen  | 7 Sitze | (66,0 %) |
|  | FDP            | 2 Sitze | (22,2 %) |
|  | Einzelbewerber | 1 Sitz0 | (11,8 %) |

2014 wurde ein Ortschaftsrat mit sieben Mitgliedern gewählt. Daneben gehört der Ortsbürgermeister als Vorsitzender dem Ortschaftsrat an.

### Wappen und Flagge
Das Wappen wurde am 1. April 1997 durch das Regierungspräsidium Magdeburg genehmigt.
Blasonierung: „In Schwarz ein silberner Adler.“
Die Farben von Rätzlingen sind Silber (Weiß) - Schwarz.
Das Wappen wurde von der Magdeburger Heraldikerin Erika Fiedler gestaltet.
Die Flagge ist Weiß - Schwarz gestreift mit aufgelegtem Wappen.

## Wirtschaft und Infrastruktur
Zur Bundesstraße 188, die Wolfsburg mit Stendal verbindet, sind es in nördlicher Richtung rund sieben Kilometer.
Der Bahnhof Rätzlingen liegt an der Bahnstrecke Glindenberg–Oebisfelde.

## Persönlichkeiten
- Caroline Behrends (1801–?), Schriftstellerin
- Siegfried Ebeling (1894–1963), Maler, Architekt und Architekturtheoretiker
- Johannes Rohne (1899–1987), Jurist und Landrat